# Botswana op de Olympische Zomerspelen 1980
Botswana nam deel aan de Olympische Zomerspelen 1980 in Moskou, Sovjet-Unie. Het was de eerste olympische deelname van het land uit zuidelijk Afrika.

## Resultaten en deelnemers per onderdeel

### Atletiek
| Olympiër          | Discipline      | Resultaat | Prestatie               |
| ----------------- | --------------- | --------- | ----------------------- |
| Lucien Josiah     | 100m (m)        | 55e       | serie 4: 6e in 11,15    |
| Lucien Josiah     | 200m (m)        | 45e       | serie 6: 6e in 22,45    |
| Joseph Ramotshabe | 400m (m)        | 48e       | serie 2: 7e in 51,49    |
| Langa Mudongo     | 800m (m)        | 32e       | serie 1: 6e in 1.52,5   |
| Ishmael Mhaladi   | 1500m (m)       | 36e       | serie 2: 9e in 3.59,1   |
| Robert Chideka    | 5000m (m)       | 30e       | serie 1: 10e in 14.47,2 |
| Golekane Mosweu   | 10000m (m)      | 29e       | serie 3: 12e in 30.38,8 |
| Wilfred Kareng    | 400m horden (m) | DNF       | serie 3: niet gefinisht |

Afghanistan · Algerije · Andorra · Angola · Australië · België · Benin · Birma · Botswana · Brazilië · Bulgarije · Colombia · Congo-Brazzaville · Costa Rica · Cuba · Cyprus · Denemarken · Dominicaanse Republiek · Duitse Democratische Republiek · Ecuador · Ethiopië · Finland · Frankrijk · Griekenland · Groot-Brittannië · Guatemala · Guinee · Guyana · Hongarije · Ierland · IJsland · India · Irak · Italië · Jamaica · Joegoslavië · Jordanië · Kameroen · Koeweit · Laos · Lesotho · Libanon · Liberia · Libië · Luxemburg · Madagaskar · Mali · Malta · Mexico · Mongolië · Mozambique · Nederland · Nepal · Nicaragua · Nieuw-Zeeland · Nigeria · Noord-Korea · Oeganda · Oostenrijk · Peru · Polen · Portugal · Puerto Rico · Roemenië · San Marino · Senegal · Seychellen · Sierra Leone · Sovjet-Unie · Spanje · Sri Lanka · Syrië · Tanzania · Trinidad en Tobago · Tsjecho-Slowakije · Venezuela · Vietnam · Zambia · Zimbabwe · Zweden · Zwitserland